# Drilliola megalacme
Drilliola megalacme là một loài ốc biển, là động vật thân mềm chân bụng sống ở biển trong họ Borsoniidae.

## Phân bố
các vùng nước thuộc châu Âu